# سید اسماعیل موسوی زنجانی
سید اسماعیل موسوی زنجانی (زاده ۱۳۰۷ – درگذشته ۲۷ آذر ۱۳۸۱) نماینده ولی فقیه و امام جمعه استان زنجان بود.

## تولد
موسوی در سال ۱۳۰۷ در روستای پری در بخش ماه نشان از توابع شهرستان زنجان به دنیا آمد. پدر ایشان سید عباس موسوی فردی متدین و پرهیزگار بود که به کشاورزی اشتغال داشت. او اصالتاً از اهالی بیجار گروس بود که به دلیل نابسامانی و نبود امنیت در آن منطقه همراه برادرانش سید جهانگیر و سید محمدعلی به روستای پری هجرت کرد. مادر ایشان نیز زنی عفیفه بود که به خانه‌داری اشتغال داشت. از این‌دو ۲ فرزند پسر به نام‌های سید اسماعیل و سید احمد به جا ماند. ایشان پدرش را در کودکی از دست داد.

## تحصیلات
وی تحصیل را از مکتب خانه شروع کرد. سپس هم‌زمان با اواخر سلطنت رضا شاه و ایام جشن عروسی محمدرضا پهلوی با فوزیه به همراه استادش عزیزالله خسروی به زنجان آمد و در آن دیار به دروس حوزوی پرداخت ولی در ذیقعده سال ۱۳۵۹ علی‌رغم مخالفت برخی علمای زنجان با توجه به خوب آمدن استخاره به شهر قم رفت و تا سال ۱۳۵۲ در آن شهر به تحصیل پرداخت. وی مدت کوتاهی نیز به شهر نجف مهاجرت کرد و از دروس مراجع آن شهر استفاده نمود.

## اساتید
خسروی،
مدنی،
موسی زنجانی،
خمینی،
بروجردی،
محقق داماد،
عمده تحصیلات دروس خارج وی نزد محقق داماد بوده‌است.

## فعالیت‌های علمی
او در حوزه علمیه قم به تدریس کتب حوزوی اشتغال داشت و در تهران نیز در کار گروهی همراه: دکتر محمد جواد باهنر، محمد مفتح، موسوی اردبیلی، هاشمی رفسنجانی، محمدرضا مهدوی کنی، امامی کاشانی و سید اسماعیل هاشمی با مدیریت سید محمد بهشتی همکاری می‌کرد. بعدها در زنجان نیز به تدریس دروسی همچون شرح لمعه پرداخت. گفتنی است وی به همراه احمدی میانجی از دوست دیگرش آذری قمی زبان فرانسوی آموخته‌است.

## فعالیت‌های اجتماعی
وی در دوران جوانی به صلاحدید مدنی با فدائیان اسلام همکاری می‌کرد. در سال ۱۳۵۲ به سفارش سید رضا صدر به تهران رفت و به فعالیت‌های تبلیغی پرداخت. پس از انقلاب نیز مدتی در دادگاه انقلاب، زیر نظر محمد محمدی گیلانی به پرونده‌ها رسیدگی می‌کرد. مدتی نیز در زندان قصر، اوین و شهرک مهدیه تهران تلاش حقوقی و قضایی او استمرار داشت و پس از آن در دادگاه مدنی خاص (شعبه تجدید نظر) مشغول انجام وظایف گردید.
در تیر ماه ۱۳۶۱ (شعبان ۱۴۰۲ ق) از سوی خمینی به سِمَت امام جمعه زنجان منصوب گردید.

در سال ۱۳۶۱ فرزند دیگرش به نام سید صادق در سن هفده سالگی کشته شد.

## مرگ
اسماعیل موسوی زنجانی در هفته آخر آذرماه سال ۱۳۸۱ برای زیارت حرم امام هشتم شیعیان به مشهد رفت و صبح روز چهارشنبه ۲۷ آذر ماه ۱۳۸۱، بر اثر ایست قلبی در سن ۷۴ سالگی درگذشت.
پیکر وی پس از مراسم نماز جمعه در تاریخ ۸۱/۹/۳۰ در زنجان تشییع و بدرقه و سپس به شهر قم انتقال یافت، تا در حرم فاطمه معصومه دفن گردد.

به مناسبت مرگ وی، سید علی خامنه‌ای، رئیس مجمع تشخیص مصلحت نظام هاشمی رفسنجانی، سید محمد خاتمی، رئیس‌جمهور وقت، پیام تسلیتی صادر کردند.